# Парамешвараварман II
Парамешвараварман II (*д/н  — 731) — магараджахіраджа держави Паллавів у 728–731 роках.

## Життєпис
Походив з династії Паллавів. Син магараджихіраджи Нарасімхавармана II. Після смерті останнього у 728 році зійшов на трон. Із самого початку володарювання змушений був воювати з Чалук'я. Проте зазнав поразки від їх правителя — Вікрамадітьї II й повинен був укласти угоди на вкрай не вигідних умовах, виплативши велику купу грошей та визнавши зверхність ворога.
Відразу після відходу військ Чалук'я від своєї столиці Канчіпурам Парамешвара-варман II вирішив атакувати супротивника, але зазнав поразки й загинув у 731 році у битві.